# 西万蒂普拉姆
西万蒂普拉姆（Sivanthipuram），是印度泰米尔纳德邦Tirunelveli县的一个城镇。总人口13650（2001年）。

## 人口
该地2001年总人口13650人，其中男性6715人，女性6935人；0—6岁人口1288人，其中男669人，女619人；识字率80.68%，其中男性为84.85%，女性为76.64%。